# Masaya Matsuura
Masaya Matsuura (松浦 雅也, Matsūra Masaya) (nascido em 16 de junho de 1961) é um músico e designer de jogos eletrônicos japonês. Nasceu em Osaka em 16 de junho de 1961 e formou-se em Sociedade Industrial na Universidade Ritsumeikan. Ele trabalhou extensivamente com produção musical, design de som e visual, e tem atuado com a dupla de J-pop Psy-S. Ele também foi creditado por popularizar a música de jogos eletrônicos em seu estúdio NanaOn-Sha.

## Carreira
Em abril de 1983, logo após se formar na Universidade Ritsumeikan, Matsuura conheceu a cantora Chaka (Mami Yasunori) e fundou a Psy-S. O álbum de estreia da banda, Different View, foi lançado em 1985. O estilo musical do grupo é uma mistura de sintetizador experimental, guitarra elétrica e vocais. Matsuura é o compositor e arranjador da banda, e ele se apresenta usando um sintetizador Fairlight CMI. Ele também domina o teclado, a guitarra e o baixo e ocasionalmente toca esses instrumentos no palco também.
No final dos anos 80, o grupo desfrutou de um bom grau de popularidade no Japão graças a seus vários sucessos. Algumas de suas canções foram usadas em tais séries de anime, incluindo City Hunter, e em filmes. Em 1987, ele foi revelado como o compositor e diretor musical de uma adaptação OVA do mangá de Atsushi Kamijo, To-Y.
O desenvolvimento tecnológico ocorrido durante a década de 1990 gerou interesse em si mesmo criando música baseada em computador e a partir desse campo, e logo fez a transição para música interativa e videogames musicais. Em 1993, Matsuura se tornou o primeiro músico japonês a lançar o CD-ROM do Macintosh, The Seven Colors, pelo qual recebeu o "Multimedia Grand Prix". Em junho de 1996, após ter produzido 10 álbuns com o Psy-S (e quatro álbuns "best of"), ele deixou a banda e concentrou suas atenções em seus projetos multimídia.
No mesmo ano, ele fundou a produtora NanaOn-Sha, com sede em Tóquio, e iniciou o desenvolvimento de videogames. Após o lançamento de Tunin'Glue, apenas no Japão, dessa empresa, seu primeiro grande projeto foi revelado como um jogo único - que combina ritmos de hip hop com os talentos visuais do ilustrador americano Rodney Greenblat, da Califórnia. Lançado em dezembro de 1996 no Japão, PaRappa the Rapper é considerado um dos primeiros videogames musicais modernos, no qual foi apelidado como o primeiro jogo de ritmo. O talento de Matsuura para combinar música e jogabilidade seria posteriormente demonstrado com o lançamento em 1999 do jogo de ritmo generativo Vib-Ribbon (adquirido pelo MoMA em 2012) e consolidaria sua posição como um dos pioneiros da indústria de videogames musicais.
Juntamente com a referida empresa em 2003, eles foram responsáveis pela produção da parte de áudio do brinquedo robótico de terceira geração da Sony, AIBO (modelo ERS-7).  Isso incluiu música e design de som.
Em 2004, ele recebeu o prêmio "First Penguin" da International Game Developers Association (IGDA) por suas contribuições inovadoras para a indústria de videogames. 

## Discografia
Masaya Matsuura lançou 10 álbuns de estúdio e 4 álbuns de grandes sucessos com Psy-S e 2 álbuns solo.  Todos os álbuns foram lançados pelo selo Sony Music.

### Com Psy-S
- 1985 – Different View
- 1986 – PIC-NIC
- 1987 – Collection (Compilação)
- 1988 – Mint-Electric
- 1989 – Atlas
- 1990 – Signal
- 1991 – Two Hearts
- 1991 – Holiday
- 1992 – Two Spirits Live PSY'S Best Selection (Live)
- 1993 – Window
- 1994 – Home Made
- 1994 – Emotional Engine
- 1996 – Two Bridge (Compilation)
- 1998 – Brand New Diary + Another Diary (Compilação)
- 2012 – Psyclopedia (CD Box Set)

### Solo
- 1989 – Sweet Home
- 2013 – Beyooond!!!

## Games
- Metamor Jupiter (1993, PC Engine CD) como compositor [4]
- The Seven Colors: Legend of PSY・S City (1993, Apple Macintosh)
- Tunin'Glue (1996, Apple Bandai Pippin)
- PaRappa the Rapper (1996, PS1),(2007, PSP),(2017, PS4)
- UmJammer Lammy (1999, PS1)
- Vib-Ribbon (1999, PS1)
- Rhyme Rider Kerorican (2000, Bandai WonderSwan)
- PaRappa the Rapper 2 (2002, PS2),(2015, PS4)
- Mojib-Ribbon (2003, PS2)
- Vib-Ripple (2004, PS2)
- Tamagotchi Connection: Corner Shop (2005, Nintendo DS)
- Musika (2007, iPod)
- Tamagotchi Connection: Corner Shop 2 (2007, Nintendo DS)
- Tamagotchi Connection: Corner Shop 3 (2007, Nintendo DS)
- Major Minor's Majestic March (2009, Wii)
- WINtA (2010, iPhone/iPod Touch)
- Haunt (2012, Xbox 360)
- Beat Sports (2015, Apple TV)
- Furusoma (2016, iOS)[5]
- Project Rap Rabbit (Cancelado)

## Prêmios
- 1997 – Multimedia Grand Prix (Creator Awards) • MMCA Artist Award [6]
- 1998 – Interactive Achievement Awards • Game Design and Sound Design (por PaRappa The Rapper)
- 1998 – IGDA Spotlight Awards • Innovative Game Design, Use of Audio and Game Soundtrack (por PaRappa The Rapper)
- 2000 – Interactive Achievement Awards • composição musical original (por UmJammer Lammy)
- 2004 – Game Developers Choice Awards • First Penguin Award 2004